# Suzanne Farrell

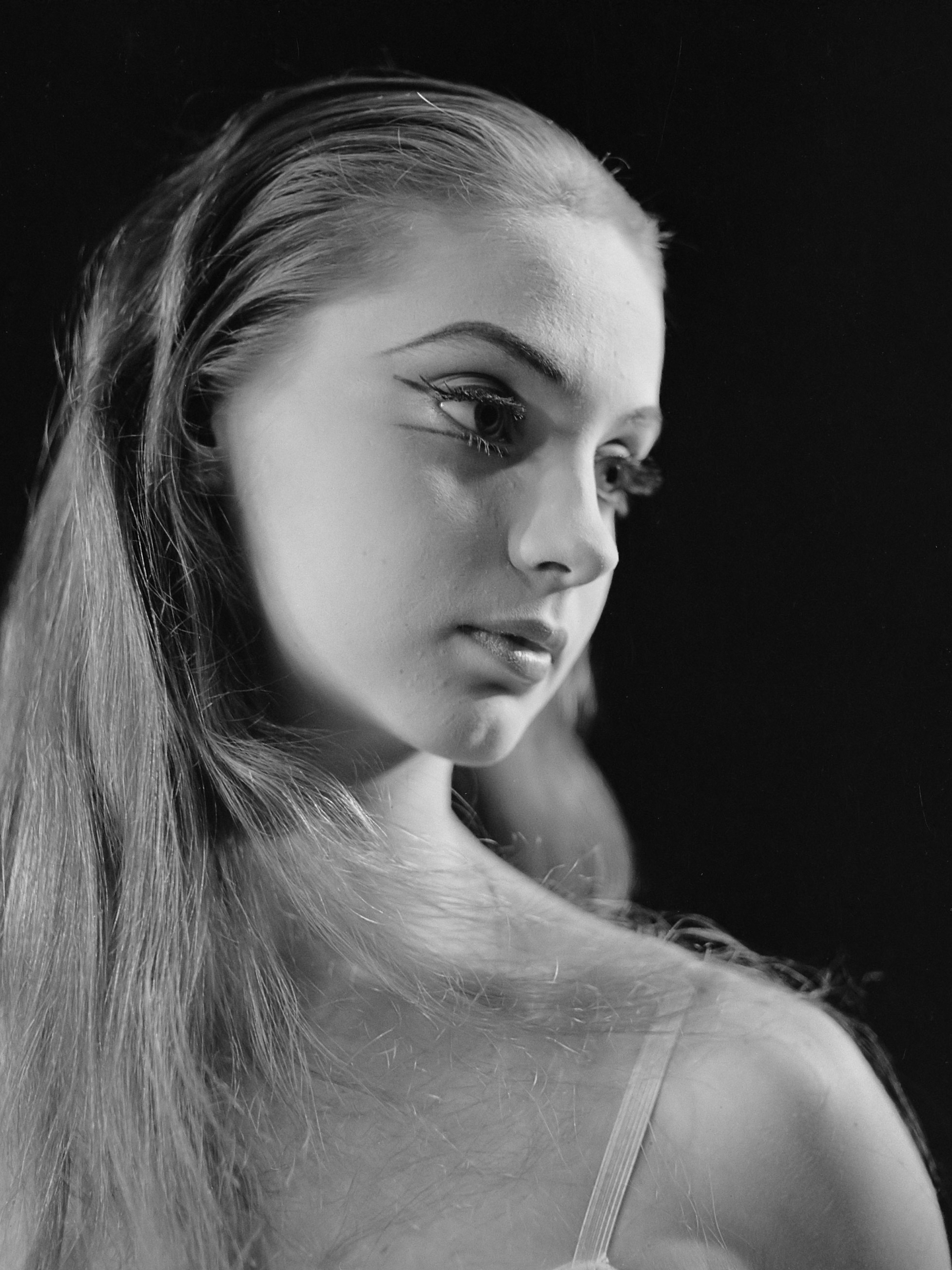
Ron Kroon: Suzanne Farrell (1965)

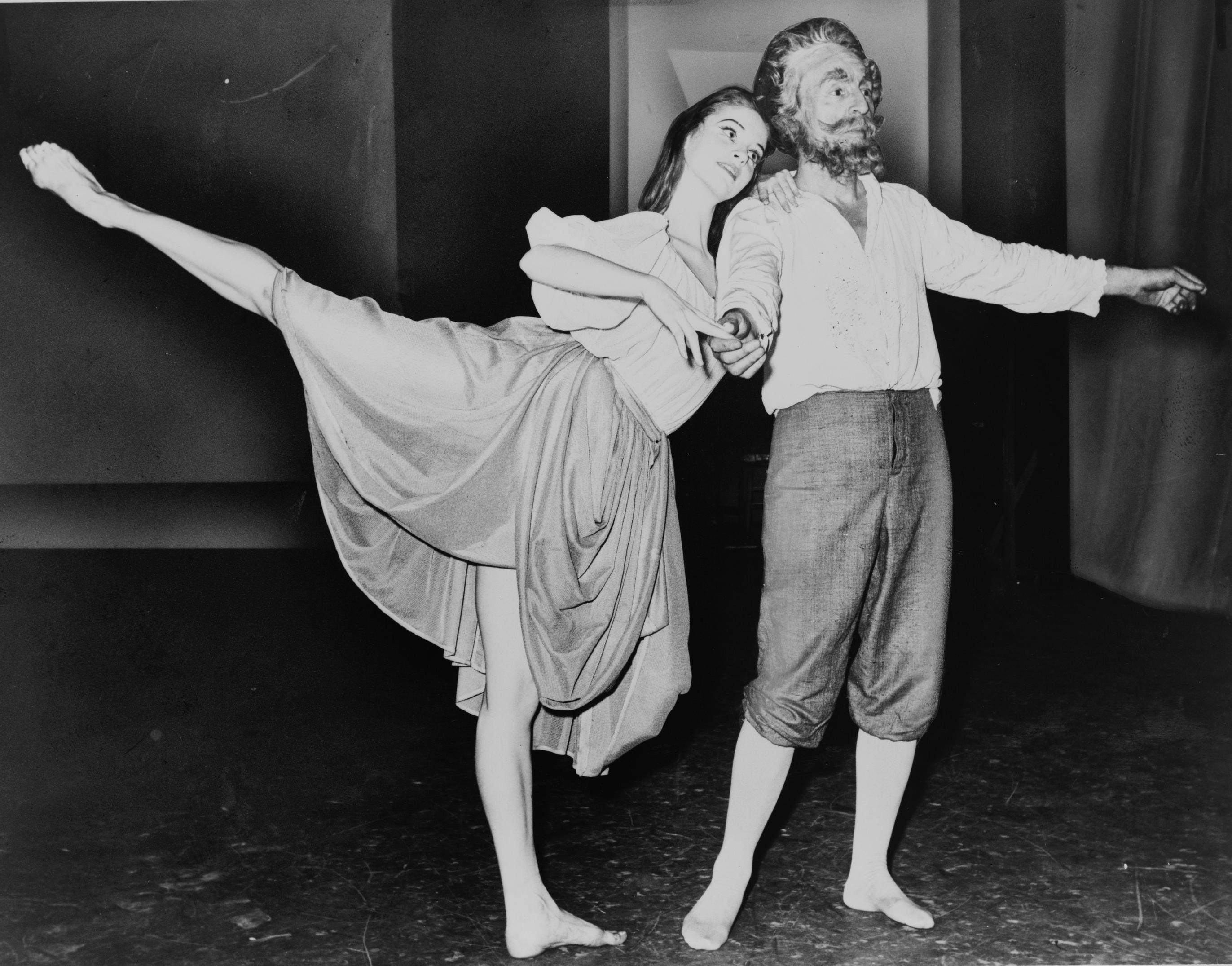
Farrell mit George Balanchine

Suzanne Farrell (* 16. August 1945 in Cincinnati; gebürtige Roberta Sue Ficker) ist eine US-amerikanische Balletttänzerin. Sie gilt als eine der berühmtesten Ballerinen des 20. Jahrhunderts und gründete das Suzanne Farrell Ballet.

## Leben
Farrell begann ihre Tanzausbildung am Cincinnati Conservatory of Music. 1959 ermöglichte ihr ein Stipendium der Ford Foundation ein Studium an der School of American Ballet, das sie 1960 antrat.
1961 wurde Farrell Mitglied im Corps de ballet des New York City Ballet. Schnell bekam sie ihre ersten Solorollen, die teilweise speziell für sie choreografiert wurden. 1965 wurde sie zum Principal Dancer ernannt. George Balanchine verliebte sich in die von ihm alabaster princess („Alabasterprinzessin“) genannte Tänzerin und „schenkte“ ihr 1965 die Rolle der Dulcinea in seinem Ballett Don Quichotte. 1968 tanzte sie erstmals die Hauptrolle in Diamonds, einem der drei Teile des Balletts Jewels.
Die katholische Farrell verweigerte eine Beziehung mit dem bereits mit der Tänzerin Tanaquil LeClerq verheirateten Balanchine und heiratete 1969 den Tänzer Paul Meija, was zum Bruch der Beziehung mit George Balanchine führte. Farrell und Meija kehrten 1970 dem New York City Ballet den Rücken, um in Europa unter anderem mit der Ballettkompanie von Maurice Béjart zu tanzen.
1975 kehrte Farrell zu Balanchine und dem New York City Ballet zurück. Die Beziehung der beiden dauerte bis zu seinem Tod im April 1983 an. Seine letzten Werke waren für Farrell geschriebene Solos.
Nach 28 Jahren als aktive Tänzerin gab Farrell 1989 ihren Beruf auf. Sie begann, die Balanchine-Choreografien mit anderen Kompanien zu erarbeiten, unter anderem mit dem Ballett der Wiener Staatsoper, dem Ballett der Staatsoper Berlin, dem Ballett der Pariser Oper und dem Bolschoi-Ballett. Das New York City Ballet kündigte ihr 1993 ihre Stelle als Trainerin.

## Suzanne Farrell Ballet
Farrells Zusammenarbeit mit dem Kennedy Center begann 1993 mit zwei Meisterklassen für Studenten. 1995 wurde daraus ein nationales Programm, um die künstlerische Ausbildung der amerikanischen Jugend, die sich das Kennedy Center zur Aufgabe gemacht hat, zu unterstützen. Der Erfolg dort sowie einer Tournee mit dem Titel Suzanne Farrell Stages the Masters of 20th Century Ballet führten 2000 zur Gründung der eigenen Kompanie, des Suzanne Farrell Ballet, der heutigen Kompanie des Kennedy Centers in Washington, D.C. Sie trat seit ihrer Gründung dort auf und im Rahmen von Tourneen in den USA, in Kanada und beim Edinburgh International Festival.

## Auszeichnungen
Farrell ist Trägerin des Ehrendoktortitels der Universitäten Harvard, Yale, Notre Dame, Georgetown und anderen. Seit 2000 ist sie Professorin für Tanz an der Florida State University. 2003 erhielt sie die National Medal of Arts, 2005 den Kennedy-Preis und den Capezio Dance Award. 2016 wurde sie zum Mitglied der American Philosophical Society gewählt.